# Isobel Markus
Isobel Markus (* in Celle) ist eine deutsche Autorin.

## Leben und Werk
Isobel Markus wurde in Celle geboren. Sie studierte Anglistik/Amerikanistik und Bibliothekswissenschaft an der Humboldt-Universität zu Berlin.
Für die Berliner Szenen der taz schreibt sie Miniaturen, ebenso für weitere Rubriken dieser Zeitung. Ihre Kurzgeschichten wurden in Literaturzeitschriften und Anthologien veröffentlicht, drei davon von Swar Malla für die saudische Zeitschrift Alfaisal ins Arabische übersetzt. In der Lettrétage Berlin veranstaltet sie regelmäßig die Berliner Salonage. Für eine sechsteilige Reihe Berliner Salonage – Frauenart – back, now & then erhielt Markus von der Berliner Senatsverwaltung für Kultur und Europa im Bereich der spartenoffenen Förderung für Festivals und Reihen eine zweijährige Förderung mit Beginn ab März 2022.
Im Sommer 2021 erschien Stadt der ausgefallenen Leuchtbuchstaben mit Geschichten über Berlin und seine Menschen im Quintus-Verlag als ihr erstes Buch. Im Februar 2022 folgte, ebenfalls bei Quintus, das Romandebüt mit dem Titel Der Satz. Mit Berlin – Szenen einer Stadt folgte 2023, zusammen mit dem Fotografen Florian Schochow, ein Text- und Fotografie-Band, im gleichen Jahr erscheint Neues aus der Stadt der ausgefallenen Leuchtbuchstaben als Folgeband ihres Erstlingswerkes. Im Juni 2024 erschien Dating-Roman bei Mikrotext, der zweite Roman von Markus.
Markus lebt mit ihren Kindern in Berlin, arbeitet als freie Autorin und wirkt bei Kunst- und Fotografie-Projekten mit.

## Werke
- Stadt der ausgefallenen Leuchtbuchstaben. Quintus, Berlin 2021, ISBN 978-3-96982-010-0.
- Der Satz. Quintus, Berlin 2022, ISBN 978-3-96982-039-1.
- Berlin - Szenen einer Stadt. etcetera press, Berlin 2023, ISBN 978-3-949792-10-6.
- Neues aus der Stadt der ausgefallenen Leuchtbuchstaben. Quintus, Berlin 2023, ISBN 978-3-96982-078-0.
- Dating-Roman. Mikrotext, Berlin 2024, ISBN 978-3-948631-48-2.

## Textbeiträge
- Gerd Herholz, Ulli Langenbrick, Isobel Markus, Jens Dirksen, Karin Peschka u. a.: Die Sachensucherin: 55 kurze Geschichten. Klartext, Essen 2015, ISBN 978-3-8375-1518-3.
- Nicola Tams, Anita Liebmann, Katrin Deibert, Isobel Markus, Aylin Ünal, Rosemarie Hinsch, Frank Schültge, Christian Berner, Doris Wiesenbach u. a.: Makellose Männer: Wettbewerbsanthologie (Edition Mundwerk). Hrsg.: Alexandra Lüthen. Periplanta, Berlin 2019, ISBN 978-3-95996-166-0.
- Isobel Markus, Eugenia Mantay, Kristof Botka, M. de Oliveira Souza, P. A. Emrich, u. a., Vorwort von Farhad Showghi: Aus dem Takt - Ausgewählte Erzählungen. Peter Rathke, Kiel 2020, ISBN 978-3-9814304-0-0.
- Klaus Farin, Olufemi Atibioke, Ahmed Yussuf, Bernd-Ingo Friedrich, Isobel Markus, Ute Scheub, Werner Schlegel u. a.: Heimat? Hrsg.: Klaus Farin. Hirnkost, Berlin 2020, ISBN 978-3-948675-03-5.

## Auszeichnungen
- 2019 Literaturwettbewerb Hamburg Moorweide, Preisträgerin des Förderpreises mit der Geschichte Der Kammerton[6]